# 山水有相逢 (無綫電視劇)
《山水有相逢》（英語：No Biz Like Showbiz）是香港電視廣播有限公司於1980年拍攝製作的懷舊溫情喜劇劇集，共十集，由甘國亮編劇及監製，徐遇安導演，並由李司棋、黃韻詩、陳嘉儀及黃錦燊主演。劇中講述1950年代香港電影界的百態，和三個當時紅透半邊天的演員的溫情生活。

## 劇情
劇情從1980年開始。當時，香港一間電視台開拍一套劇名為《雙天鬥至尊》的大製作，劇中其中兩個重要角色為兩位大家族的老奶奶。製作團隊不想找年紀比較輕的演員來扮演兩位老奶奶，同時未能從其他電視台向一些合約將滿的演員挖角，於是出現選角困難。
有見及此，一名在電視台工作的甘姓助理編導（賈思樂飾）就建議電視台找他的姑母，五十年代曾當紅一時的粵語電影演員梅劍仙（黃韻詩飾）飾演其中一個老奶奶角色。他也滿以為劍仙可以邀請與她當年一同拍下無數電影的拍檔梅妹（李司棋飾）一起復出，飾演另一位老奶奶。但是，那助理編導並不知道梅劍仙與梅妹有一段非常複雜的關係。
原來當年，梅劍仙和梅妹，還有另一位女生雪艷芳（陳嘉儀飾）一同被一間名為「天山影業公司」的電影公司聘請來香港拍電影。多年以後，三位新人已經成為紅透半邊天的電影演員，但梅劍仙和梅妹要好的感情就被花花公子靳玉樓（黃錦燊飾）破壞，兩個人就為了情和利翻臉。
梅妹雖然當年被靳玉樓騙了感情和為了他生了女兒，但她過著有如「少奶奶」的生活，生活無憂。相反地，當年出入表現得非常富貴的梅劍仙則被靳玉樓騙了很多錢。到了1980年，梅劍仙生活潦倒，並住在鑽石山大磡村木屋區。
當電視台出面找這兩位資深演員復出拍劇後，她們當年的誤會就開始被一一化解。

## 演員表
- 李司棋 飾 梅妹（大梅姐）
- 黃韻詩 飾 梅劍仙（細梅姐）
- 陳嘉儀 飾 雪艷芳
- 黃錦燊 飾 靳玉樓
- 賈思樂 飾 電視台甘姓助理編導、梅劍仙侄兒
- 張活游 飾 天山影業公司朱老闆
- 曾楚霖 飾 天山影業公司九叔
- 鄭孟霞 飾 梅妹、梅劍仙及雪艷芳的女傭祥嫂
- 呂有慧 飾 梅妹女兒（成年）
- 張英才 飾 電視台高層
- 盧大偉 飾 電視台高層
- 李國麟 飾 電視台職員
- 廖啟智 飾 電視台職員／梅妹助手
- 張德蘭 飾 梅劍仙契外孫女
- 陳有后 飾 話劇導師
- 江毅 飾 粵劇導師
- 葉夏利 飾 社交舞導師
- 龍天生 飾 新中央夜總會侍應
- 談泉慶 飾 新中央夜總會司儀
- 甘國亮 飾 新覺聲
- 魯振順 飾 天山影業公司助導
- 高俊文 飾 飛仔
- 黃文慧 飾 交際花
- 鄭麗芳 飾 梅劍仙女傭
- 羅國維 飾 電影公司才叔
- 上官玉 飾 梅妹雀友
- 金興賢
- 黃敏儀
- 梁愛
- 容守怡
- 陳劍雲
- 張家偉
- 鄭子敦
- 梁潔芳
- 陳美璇
- 野峰
- 楊炎棠
- 韓麗芬
- 何貴林
- 徐新義
- 陳家碧
- 陳麗華
- 梁漢輝
- 黎少芳
- 陳玉麟
- 莫慶廉
- 鄺佐輝
- 梁小玲
- 張慕蓮
- 曾玉霞
- 李嘉麗
- 劉天蘭
- 陳志榮
- 張武孝
- 余子明
- 鍾志強
- 馬慶生
- 盧國雄
- 程思俊
- 曹濟
- 黎劍雄
- 陳蓮茜
- 李惠梅
- 梁碧玲
- 法朗
- 陳百燊
- 韓燕妮
- 黃楚英

## 選角
本劇編劇及監製甘國亮曾在2006年接受《蘋果日報》專訪。訪問裡，他說當年選擇黃韻詩飾演「梅劍仙」，在初期受到無綫高層反對。甘國亮說這是因為當年佳藝電視開始廣播時，黃韻詩拋棄無綫，過檔佳視。在佳視倒閉後，這些當年過檔佳視的前無綫演員就被無綫當成「叛將」，不能再返回無綫。但是，黃韻詩在「山水有相逢」的表現被無綫看好，也為黃韻詩日後在無綫帶來非常多的拍劇機會。

## 電視節目的變遷
| 英屬香港無綫電視翡翠台 星期一至五 20:00—21:00 | 英屬香港無綫電視翡翠台 星期一至五 20:00—21:00 | 英屬香港無綫電視翡翠台 星期一至五 20:00—21:00 |
| --------------------------------------------- | --------------------------------------------- | --------------------------------------------- |
|                                               | 山水有相逢 （1980.5.12—1980.5.23）            |                                               |
| 歡樂群英 （1980.4.28—1980.5.9）               | 京華春夢 （1980.5.26—1980.6.27）              |                                               |